# Крымскотатарская письменность
Крымскотатарская письменность — письменность, используемая для записи крымскотатарского языка. За время своего существования функционировала на разных графических основах и неоднократно реформировалась. В настоящее время крымскотатарская письменность функционирует на двух алфавитах — кириллице и латинице. В её истории выделяются 4 этапа.
- до 1929 года — письменность на арабской графической основе;
- 1929—1938 годы — письменность на латинской основе (яналиф);
- 1938—1997 годы — письменность на основе кириллицы;
- с 1997 — параллельное использование кириллицы и латиницы 
  - с 1956 — письменность на латинской основе (Румыния)

## Арабский алфавит (до 1928)

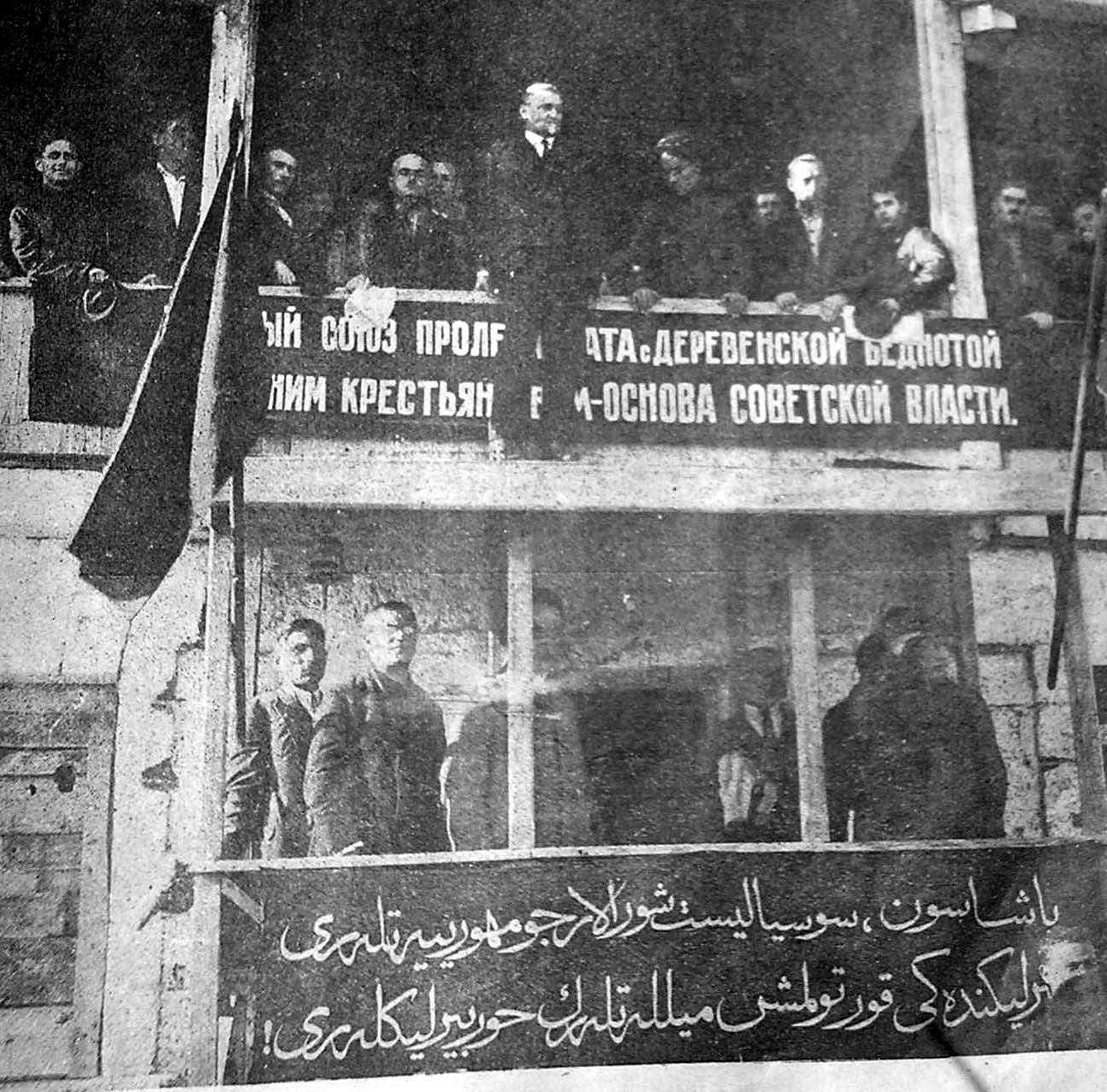
Митинг в честь «годовщины освобождения Крыма», 1924 г. На транспаранте внизу надпись на крымскотатарском языке с использованием арабского алфавита

Возникновение крымскотатарской письменности на арабской графической основе восходит к XIII—XIV вв. Вопрос о языке крымских рукописей раннего периода является дискуссионным — специалисты считают, что собственно крымскотатарский язык сложился в XIV—XV вв., а его старейшие письменные памятники относятся к XVI или XVII веку.
Первоначально для записи крымскотатарского языка использовался стандартный арабский алфавит, но постепенно в него проникали дополнительные знаки для отображения специфических тюркских согласных звуков. Вопрос о стандартизации и реформировании арабской письменности с целью приближения её к литературному языку был поднят во второй половине XIX в. учёным и просветителем Исмаилом Гаспринским. В издаваемой им газете «Терджиман» он последовательно использовал дополнительные буквы для согласных ﭖ ,ﭺ ,ﮊ ,ﯓ. Также он предлагал отказаться от букв ﺙ ,ﺫ ,ﺹ ,ﺽ ,ﻁ ,ﻅ ,ﻉ, использовавшихся только в арабских заимствованиях. Также И. Гаспринским была проведена систематизация написания гласных — для звука [a], как и ранее, использовалась буква ﺍ; для звука [u] было принято обозначение ﻭ в конце слова, а в начале слога — ﺍﻭ; для звука [e] был принят знак ﻩ; для звука [i] — знак ﻯ, а в начале слова — ﺍﻳ.
В 1921 и 1924 годах крымскотатарский арабографический алфавит снова реформировался — были исключены буквы ﺙ ,ﺫ ,ﺹ ,ﺽ ,ﻁ ,ﻅ ,ﻉ, а также разработана новая система обозначения гласных.
Арабский алфавит для крымскотатарского языка (до реформ 1920-х годов):
| Изолированное | Финальное | Среднее | Начальное | Название   | Соотв. в латинице | Соотв. в кириллице |
| ------------- | --------- | ------- | --------- | ---------- | ----------------- | ------------------ |
| ﺍ             | ﺎ         | ﺎ       | ﺍ         | элиф       | a, e              | а, э               |
| ﺏ             | ﺐ         | ﺒ       | ﺑ         | бе         | b                 | б                  |
| ﭖ             | ﭗ         | ﭙ       | ﭘ         | пе         | p                 | п                  |
| ﺕ             | ﺖ         | ﺘ       | ﺗ         | те         | t                 | т                  |
| ﺙ             | ﺚ         | ﺜ       | ﺛ         | се         | s                 | с                  |
| ﺝ             | ﺞ         | ﺠ       | ﺟ         | джим       | c                 | дж                 |
| ﭺ             | ﭻ         | ﭽ       | ﭼ         | чим        | ç                 | ч                  |
| ﺡ             | ﺢ         | ﺤ       | ﺣ         | ха         | -                 | -                  |
| ﺥ             | ﺦ         | ﺨ       | ﺧ         | хы         | h                 | х                  |
| ﺩ             | ﺪ         | ﺪ       | ﺩ         | дал        | d                 | д                  |
| ﺫ             | ﺬ         | ﺬ       | ﺫ         | зал        | z                 | з                  |
| ﺭ             | ﺮ         | ﺮ       | ﺭ         | ре         | r                 | р                  |
| ﺯ             | ﺰ         | ﺰ       | ﺯ         | зе         | z                 | з                  |
| ﮊ             | ﮋ         | ﮋ       | ﮊ         | же         | j                 | ж                  |
| ﺱ             | ﺲ         | ﺴ       | ﺳ         | син        | s                 | с                  |
| ﺵ             | ﺶ         | ﺸ       | ﺷ         | шин        | ş                 | ш                  |
| ﺹ             | ﺺ         | ﺼ       | ﺻ         | сад        | s                 | с                  |
| ﺽ             | ﺾ         | ﻀ       | ﺿ         | зад        | z                 | з                  |
| ﻁ             | ﻂ         | ﻄ       | ﻃ         | та         | t                 | т                  |
| ﻅ             | ﻆ         | ﻈ       | ﻇ         | за         | z                 | з                  |
| ﻉ             | ﻊ         | ﻌ       | ﻋ         | айын       | -                 | -                  |
| ﻍ             | ﻎ         | ﻐ       | ﻏ         | гъайын     | ğ                 | гъ                 |
| ﻑ             | ﻒ         | ﻔ       | ﻓ         | фе         | f                 | ф                  |
| ﻕ             | ﻖ         | ﻘ       | ﻗ         | къаф       | q                 | къ                 |
| ﻙ, ک          | ﻚ         | ﻜ       | ﻛ         | кеф/кяф    | k                 | к                  |
| ﯓ, ڴ          | ﯔ         | ﯖ       | ﯕ         | сагъыр нун | ñ                 | нъ                 |
| ﮒ             | ﮓ         | ﮕ       | ﮔ         | гяф/геф    | g                 | г                  |
| ﻝ             | ﻞ         | ﻠ       | ﻟ         | лям        | l                 | л                  |
| ﻡ             | ﻢ         | ﻤ       | ﻣ         | мим        | m                 | м                  |
| ﻥ             | ﻦ         | ﻨ       | ﻧ         | нун        | n                 | н                  |
| ﻭ             | ﻮ         | ﻮ       | ﻭ         | вав        | v, o, ö, u, ü     | в, о, ё, у, ю      |
| ﻩ             | ﻪ         | ﻬ       | ﻫ         | хе         | -, e              | -, э               |
| ﻯ             | ﻰ         | ﻴ       | ﻳ         | йе         | y, ı, i           | й, и, ы            |

## Латиница (1928—1938)
Впервые идея о переходе крымскотатарского языка на латинскую графику была высказана в 1905 году, однако лишь с началом процесса латинизации в СССР в 1920-е годы были предприняты реальные шаги по её реализации. В 1925 году в газете «Янъы дюнья» начали публиковаться статьи о замене арабского алфавита латинским. Особенно активно этот вопрос стал обсуждаться после Первого тюркологического съезда в Баку (1926 год). На страницах газеты «Янъы дюнья» появился раздел, в котором публиковались статьи на латинизированном алфавите. В 1927 году был образован Крымский комитет нового алфавита, который организовывал кружки и курсы по его изучению, а также создал комиссию по разработке алфавита и орфографии. В 1929 году в Симферополе прошла Вторая Крымская научная конференция по алфавиту и орфографии, на которой было принято решение о переходе на латинизированный алфавит-«яналиф». Это решение в том же году было подтверждено декретом правительства Крымской АССР.

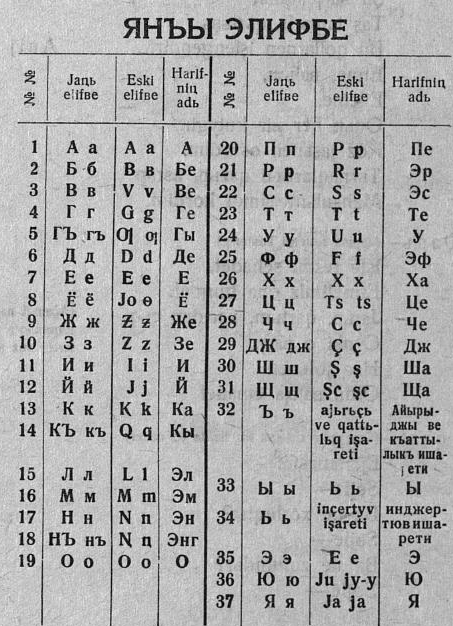
Таблица соответствия алфавитов на латинице (яналиф) и кириллице.

Принятый алфавит выглядел так:
| A a | B в | C c | Ç ç | D d | E e | F f | G g | Ƣ ƣ | H h | I i |
| J j | K k | Q q | L l | M m | N n | Ꞑ ꞑ | O o | Ɵ ө | P p | R r |
| S s | Ş ş | T t | U u | V v | X x | Y y | Z z | Ƶ ƶ | Ь ь |     |

### Другие алфавиты середины XX века
В годы немецкой оккупации Крыма (1941—1944) на крымскотатарском языке выходила газета «Азат Къырым». Она печаталась преимущественно на кириллице, но имелись также и статьи на латинице. При этом латиница газеты «Азат Къырым» не совпадала с яналифом, а была основана на турецком алфавите. Так, вместо c использовалась буква ç, вместо ç — c, вместо ƣ — g или ğ, вместо j — y, вместо q — k или k̆, вместо ꞑ — n, вместо ө — ö, вместо y — ü, вместо ƶ — j, вместо ь — ı. Также употреблялась буква ä (соответствует современной â).

## Кириллица (с 1938)
В конце 1930-х годов начался процесс по переводу письменностей народов СССР на кириллический алфавит. Приказом Народного комиссариата просвещения РСФСР от 22 июня 1938 года был утверждён кириллический алфавит и для крымскотатарского языка. Этот приказ был подтверждён постановлением ЦИК и СНК Крымской АССР. Первый проект крымскотатарской кириллицы включал также буквы Оь оь и Уь уь (соответствовали буквам Ɵ ө и Y y в «яналифе»). В утверждённый проект впоследствии никаких изменений не вносилось, и в настоящее время крымскотатарский кириллический алфавит имеет следующий вид:
| А а | Б б | В в | Г г   | Гъ гъ | Д д | Е е | Ё ё   | Ж ж   | З з |
| И и | Й й | К к | Къ къ | Л л   | М м | Н н | Нъ нъ | О о   | П п |
| Р р | С с | Т т | У у   | Ф ф   | Х х | Ц ц | Ч ч   | Дж дж | Ш ш |
| Щ щ | Ъ ъ | Ы ы | Ь ь   | Э э   | Ю ю | Я я |       |       |     |

Буква къ обозначает увулярную смычную глухую фонему, гъ — увулярную шумную звонкую фонему; нъ — увулярную смычную носовую сонорную фонему, дж — переднеязычную шумную звонкую аффрикату.
Специалистами отмечались следующие недостатки кириллического крымскотатарского алфавита: отсутствие знаков для обозначения звуков [ø] и [y], из-за чего некоторые слова, отличающиеся фонетически, совпали в графическом отношении; буквы гъ, къ, нъ, дж занимают много места при письме и осложняют написание слов.
Попытки применить кириллицу к крымскотатарскому языку предпринимались и в XIX веке. Так, в «Учебнике русского языка для татарских начальных школ», вышедшем в Одессе в 1873 году, были предложены дополнительные к русскому алфавиту буквы Ӧ ӧ, Ӱ ӱ, Н͂ н͂, Х̇ х̇, К̊ к̊, Г̇ г̇, Ж̑ ж̑.

## Современная латиница (с 1992)
В 1992 году второй на первой сессии второго курултая крымскотатарского народа было принято решение о переводе алфавита на латинскую графику. Для выработки алфавита была создана специальная комиссия. Результат её деятельности был утверждён на второй сессии второго курултая 31 июля 1993 года. 9 апреля 1997 года Верховный совет Крыма своим постановлением утвердил это решение курултая. При этом оговаривался постепенный переход с кириллицы на латиницу в период до 1 сентября 2002 года. Однако фактически переход на новый алфавит в регулируемых сферах использования не состоялся. В 2016 году крымскотатарские активисты Украины вновь поднимали вопрос об официальном утверждении латинизированного алфавита. 22 сентября 2021 года кабинет министров Украины утвердил переход крымскотатарского языка на латинскую графику.
Крымскотатарский латинизированный алфавит имеет следующий вид:
| A a | B b | C c | Ç ç | D d | E e | F f | G g | Ğ ğ | H h | İ i |
| I ı | J j | K k | L l | M m | N n | Ñ ñ | O o | Ö ö | P p | Q q |
| R r | S s | Ş ş | T t | U u | Ü ü | V v | Y y | Z z |     |     |

## Таблица соответствия алфавитов
Составлено по:
| Латиница (с 1992) | Кириллица | Латиница (1928—1938) | Арабское письмо | МФА                   |
| ----------------- | --------- | -------------------- | --------------- | --------------------- |
| А а               | А а       | A a                  | ﻩ ,ا ,آ         | /a/                   |
| B b               | Б б       | B в                  | ب               | /b/                   |
| C c               | Дж дж     | Ç ç                  | ﺝ               | /ʤ/                   |
| Ç ç               | Ч ч       | C c                  | چ               | /ʧ/                   |
| D d               | Д д       | D d                  | ﺽ ,د            | /d/                   |
| E e               | Е е, Э э  | E e                  | ا ,ﻩ, -         | /e/                   |
| F f               | Ф ф       | F f                  | ﻑ               | /f/, /ɸ/              |
| G g               | Г г       | G g                  | گ               | /g/                   |
| Ğ ğ               | Гъ гъ     | Ƣ ƣ                  | ﻍ               | /ʁ/                   |
| H h               | Х х       | X x                  | ﺥ               | /x/                   |
| I ı               | Ы ы       | Ь ь                  | اي ,ي, —        | /ɯ/                   |
| İ i               | И и       | I i                  | اي ,ي, —        | /i/, /ɨ/              |
| J j               | Ж ж       | Ƶ ƶ                  | ژ               | /ʐ/                   |
| K k               | К к       | K k                  | ك               | /k/                   |
| L l               | Л л       | L l                  | ل               | /l/                   |
| M m               | М м       | M m                  | م               | /m/                   |
| N n               | Н н       | N n                  | ن               | /n/                   |
| Ñ ñ               | Нъ нъ     | Ꞑ ꞑ                  | ڭ               | /ŋ/                   |
| O o               | О о       | O o                  | او ,و           | /o/                   |
| Ö ö               | ё, о      | Ɵ ɵ                  | او ,و           | /ø/, /ʲo/             |
| P p               | П п       | P p                  | پ               | /p/                   |
| Q q               | Къ къ     | Q q                  | ق               | /q/                   |
| R r               | Р р       | R r                  | ﺭ               | /r/                   |
| S s               | С с       | S s                  | ﺹ ,ﺱ            | /s/                   |
| Ş ş               | Ш ш       | Ş ş                  | ش               | /ʃ/                   |
| T t               | Т т       | T t                  | ﻁ ,ت            | /t/                   |
| U u               | У у       | U u                  | او ,و           | /u/                   |
| Ü ü               | ю, у      | Y y                  | او ,و           | /y/, /ʲu/             |
| V v               | В в       | V v                  | و               | /v/, /w/              |
| Y y               | Й й       | J j                  | ي               | /j/                   |
| Z z               | З з       | Z z                  | ﻅ ,ﺽ ,ﺬ ,ز      | /z/                   |
| â                 | Я я       | 'a                   | يا              | /ʲa/                  |
| ö, yo, yö         | Ё ё       | ɵ, jo, jɵ            | او,يو,و         | /jo/, /jø/, /ø/, /ʲo/ |
| ts                | Ц ц       | ts                   | تس              | /ʦ/                   |
| şç                | Щ щ       | şc                   | شچ              | /ɕ/                   |
| -                 | Ь ь       | -                    | -               | -                     |
| -                 | Ъ ъ       | -                    | -               | -                     |
| e                 | Э э       | e                    | ﻩ, -            | /e/                   |
| ü, yu, yü         | Ю ю       | y, ju, jy            | او,يو,و         | /y/, /jy/, /ju/, /ʲu/ |
| â, ya             | Я я       | 'a, ja               | يا ,ا           | /ja/                  |
| -                 | -         | H h                  | ﺡ ,ﻩ            | /ħ/                   |
| -                 | -         | -                    | ﻉ               | /ʕ/                   |

Фонемы, обозначаемые буквами c, ç, l, ş, имеют позиционные варианты. В соседстве с гласными заднего ряда (a, ı, o, u) они произносятся более твёрдо: [dʐ], [tʂ], [ɫ], [ʂ], в соседстве с гласными переднего ряда (e, i, ö, ü) — более мягко: [ʤ], [ʧ], [l], [ʃ].

## Письменность крымских татар Румынии
В Румынии в 1956 году для проживающих там крымских татар был разработан иной вариант алфавита на латинской графической основе. Он активно использовался в сфере образования, но уже в 1959 году все татарские школы Румынии были закрыты. Этот алфавит включал следующие буквы:
 A a, Á á, B b, Č č, D d, E e, F f, G g, Ğ ğ, H h, I i, Í í, Î î, J j, K k, L l, M m, N n, Ñ ñ, O o, Ó ó, P p, R r, S s, Ș ș, T t, Ț ț, U u, Ú ú, V v, W w, Y y, Z z.
В настоящее время крымскотатарской общиной Румынии используется следующий алфавит:
 A a, B b, С c, Ç ç, D d, E e, F f, G g, H h, I ı, İ i, Ĭ ĭ, J j, K k, L l, M m, N n, Ñ ñ, O o, Ö ö, P p, R r, S s, Ş ş, T t, U u, Ü ü, V v, W w, Y y, Z z.
В отличие от алфавита, используемого в Крыму, он не содержит букв Ğ и Q (вместо них используются G и K соответственно), но содержит буквы Ĭ (для краткого редуцированного i) и W. Обсуждается предложение ввести в этот алфавит буквы Ğ и Q для большей унификации с алфавитом, используемым в Крыму.
Другие алфавиты использовал Танер Мурат (известный татарский писатель в Румынии). Латинский алфавит, который он использовал, был другим, с буквами Á, Ç, Ğ, Ñ, Î, Í, Ó, Ş, Ú и кириллицей, включая буквы Ә, Җ, І, Ң, Ө, Ү, Ў. Также древнетюркское письмо и персидско-арабское письмо с буквой ڭ.
| Латиница    | Латиница  | Латиница          | Кириллица | Кириллица   |
| UDTTMR¹     | Крым      | Танер Мурат и УБ² | Крым      | Танер Мурат |
| ----------- | --------- | ----------------- | --------- | ----------- |
| A a         | A a       | A a               | А а       | А а         |
| (Â â)       | Â â       | (A a/Á á)         | Я я       | (А а/Ә ә)   |
| (A a/(Â â)) | (A a/Â â) | Á á               | (А а/Я я) | Ә ә         |
| B b         | B b       | B b               | Б б       | Б б         |
| C c         | C c       | Ğ ğ               | Дж дж     | Җ җ         |
| Ç ç         | Ç ç       | Ç ç               | Ч ч       | Ч ч         |
| D d         | D d       | D d               | Д д       | Д д         |
| E e         | E e       | E e               | Е е (Э э) | Э э         |
| F f         | F f       | F f               | Ф ф       | Ф ф         |
| G g         | G g       | G g               | Г г       | Г г         |
| Ğ ğ         | Ğ ğ       | G g               | Гъ гъ     | Г г         |
| H h         | H h       | H h               | Х х       | Х х         |
| İ i         | İ i       | I i               | И и       | И и         |
| Ĭ ĭ         | İ i       | Í í               | И и       | І і         |
| I ı         | I ı       | Î î               | Ы ы       | Ы ы         |
| J j         | J j       | J j               | Ж ж       | Ж ж         |
| K k         | K k       | K k               | К к       | К к         |
| Q q         | Q q       | K k               | Къ къ     | К к         |
| L l         | L l       | L l               | Л л       | Л л         |
| M m         | M m       | M m               | М м       | М м         |
| N n         | N n       | N n               | Н н       | Н н         |
| Ñ ñ         | Ñ ñ       | Ñ ñ               | Нъ нъ     | Ң ң         |
| O o         | O o       | O o               | О о       | О о         |
| Ö ö         | Ö ö       | Ó ó               | О о (Ё ё) | Ө ө         |
| P p         | P p       | P p               | П п       | П п         |
| R r         | R r       | R r               | Р р       | Р р         |
| S s         | S s       | S s               | С с       | С с         |
| Ş ş         | Ş ş       | Ş ş               | Ш ш       | Ш ш         |
| T t         | T t       | T t               | Т т       | Т т         |
| U u         | U u       | U u               | У у       | У у         |
| Ü ü         | Ü ü       | Ú ú               | У у (Ю ю) | Ү ү         |
| V v         | V v       | V v               | В в       | В в         |
| W w         | V v       | W w               | В в       | Ў ў         |
| Y y         | Y y       | Y y               | Й й       | Й й         |
| Z z         | Z z       | Z z               | З з       | З з         |

- ¹Демократический союз тюрко-мусульманских татар Румынии

- ²Университет Бухареста